# Bernhard Schulz (Germanist)
Bernhard Schulz (* 28. Februar 1900 in Jena; † 1987 in Hamburg) war deutscher Germanist und Hochschullehrer.

## Leben und Werk
Nach dem Schulbesuch studierte Schulz und promovierte zum Dr. phil. 1930 wurde er Dozent an der Pädagogischen Akademie Frankfurt (Oder), 1932 wechselte er nach Elbing und 1946 nach Jena. Wenig später verließ er die Sowjetische Besatzungszone und ließ sich in Lüneburg nieder, wo er 1948 Professor an der Pädagogische Hochschule Lüneburg wurde. Im Alter von 70 Jahren schied er 1970 aus dem Dienst der Hochschule aus.
Seine Forschungsschwerpunkte waren Deutsche Sprache und Literatur.
Auf seine Einladung kam eine Delegation Jenaer Hochschullehrer an die Pädagogische Hochschule Lüneburg, wo es zu heftigen Wortgefechten um Bertolt Brecht kam.
Bernhard Schulz hatte vier Söhne, unter anderem den Maler und Bildhauer Konrad Schulz.

## Schriften (Auswahl)
- Geschichte der deutschen Dichtung in Beispielen. Teil 1 und Teil 2, Wolfenbüttel, Hannover 1948.
- Der literarische Unterricht in der Volksschule. Eine Lesekunde in Beispielen. Teil 1 und Teil 2, Düsseldorf 1961 und 1963.